# Ansys (Software)
Ansys (Kurzform für ANalysis SYStem) ist eine Finite-Elemente-Software, die von John Swanson entwickelt wurde. Seine 1970 gegründete Firma SASI (Swanson Analysis Systems Inc.) entwickelte die ersten Versionen von Ansys bis zur Version 5.1. Nach dem Verkauf im Jahre 1994 wurde die Firma in Ansys Inc. umbenannt.
Das Programm Ansys dient zur Lösung von linearen und nichtlinearen Problemen aus der Strukturmechanik, Fluidmechanik, Akustik, Thermodynamik, Piezoelektrizität, Elektromagnetismus sowie von kombinierten Aufgabenstellungen (Multiphysik). Es besitzt eine Vielzahl von Elementtypen für 1-, 2- und 3-dimensionale Aufgaben. Das Produkt Ansys liegt momentan in zwei unterschiedlichen Versionen vor: „Ansys Classic“ und „Ansys Workbench“ mit weitgehend grafischer Bedienerführung.

## Ansys Classic
Ansys Classic verfügt über einen grafischen Pre- und Postprozessor, programmiert in Tcl/Tk, zur Definition des Berechnungsproblems. Die meisten Benutzer des klassischen Ansys benutzen aber auch APDL (Ansys Parametric Design Language), eine eigene Skriptsprache, die zur Eingabe und zur Automatisierung verwendet wird.

## Ansys Workbench
Ansys Workbench soll dem Benutzer die Eingabe von Berechnungsproblemen vereinfachen. Neben einer modernen GUI verfügt Ansys Workbench über verbesserte Algorithmen zur Kontaktfindung, Vernetzung sowie Schnittstellen zu diversen CAD-Systemen. Allerdings enthält Ansys Workbench noch nicht den vollen Funktionsumfang von Ansys Classic. Mittels Befehlen in APDL können Funktionen aus Ansys Classic auch im Workbench verwendet werden. Über die Skriptsprache JScript lässt sich Ansys Workbench automatisieren und steuern.

## Ansys Mechanical
Ansys Mechanical ist ein Finite-Elemente-Analysetool (FEA), das komplexe Produktarchitekturen analysiert, um mechanische Probleme zu lösen. So können mit Ansys Mechanical reale Komponenten und Teilsysteme simuliert sowie Designvarianten getestet werden.

## Schnittstellen
Ansys besitzt eine Reihe von Schnittstellen, um mit anderen Programmen zu kommunizieren und Daten oder Befehle auszutauschen. Neben den Ansys-eigenen Sprachen APDL (Ansys Parametric Design Language) sowie UIDL (User Interface Design Language) besitzt Ansys Schnittstellen zu Python, C#, Fortran, C, Tcl/Tk und zu LS-DYNA.
Ansys Workbench kann aus den gängigen 3D-CAD-Programmen direkt die Geometrie-Daten einlesen (entweder im Dateiformat des CAD-Programms oder im herstellerunabhängigen IGES-Dateiformat).